# Francisca Hernández
Francisca Hernández, född på 1400-talets andra hälft i Canella nära Salamanca, död efter 1534, var en spansk mystiker. 
Hon var en andlig ledare för Alombradosrörelsen bland franciskanermunkarna i Valladolid. Hennes visioner präglades av starka sexuella element. Hon ställdes inför rätta för kätteri av Spanska inkvisitionen 1530. Rättegången varade i flera år. 